# Gustaw Olizar

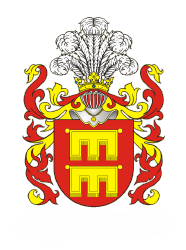
Das Wappen Chorągwie

Gustaw Olizar (* 3. Mai 1798 in Korostyschiw in Wolhynien; † 2. Januar 1865 in Dresden) war Adelsmarschall von Kiew, Schriftsteller und Eigentümer der Ortschaft Korestyszow in Wolhynien.

## Leben
Olizar besuchte das Gymnasium von Krzemieniec. Nach Ende der Schulzeit wurde er bereits im Alter von 24 Jahren zum Adelsmarschall von Kiew gewählt. 
Olizar war ein hochgebildeter Mann und als humaner Aristokrat bekannt. Als Dichter und Publizist war er mit dem berühmten polnischen Dichter Adam Mickiewicz befreundet. Mit ihm tauschte er sich auf der Halbinsel Krim über politische und wissenschaftliche Themen aus. Er verfasste zahlreiche politische und literarische Schriften wie Memoiren eines Sonderlings.
Im Jahr 1825 wurde er von seinen Gegnern Graf Tarnowski und Graf Chodkiewicz verhaftet. Nach der Haftzeit verließ er aus gesundheitlichen Gründen seine Heimat und zog nach Dresden, wo er als moralisches Oberhaupt der nach dem polnischen Novemberaufstand nach Dresden geflohenen Polen galt.  In Dresden verstarb er und wurde wie viele seiner katholischen Landsmänner auf dem Alten Katholischen Friedhof in der Friedrichsstadt beigesetzt.

## Familie
Olizar stammt aus dem Adelsgeschlecht der Olizar. Er war der Sohn von Filip Nereus Olizar und Ludwika Szczytt-Niemirowicz (Niemirowicz-Szczytt), das Wappen Jastrzębiec. Sein Bruder war Narcyz Olizar.
In erster Ehe war Gustav Olizar mit Karolina Molo verheiratet. Mit ihr hatte er zwei Kinder. Die zweite Ehe mit Gräfin Jadwiga Jozefa Ozarowska blieb kinderlos.